# Daniel Sturridge
Daniel Andre Sturridge (født 1. september 1989 i Birmingham, England) er en engelsk fodboldspiller, der spiller som angriber hos Süper Lig-klubben Trabzonspor. 
Han startede sin seniorkarriere i Manchester City, hvor han havde spillet 3 år som ungdomspiller, han fik debut for førsteholdet i 2007-08 sæsonen og var den første spiller der i samme sæson scorede i både FA Youth Cup, FA Cup og Premier League. I sommeren 2009, skiftede han til Chelsea, i anden halvdel af 2010-2011 sæsonen var han udlejet til Bolton hvor han i 12 kampe scorede otte mål. 
D. 2. januar 2013 bekræftede Liverpool på sin hjemmeside, at Sturridge havde skrevet under på en længerevarende aftale med klubben. Den 29. Januar 2018 kom Daniel Sturridge til West Bromwich Albion på en £ 3,8 millioner låneaftale for resten af sæsonen. I sommeren 2018 vendte Sturridge dog tilbage til Liverpool og scorede bl.a. i Liverpools åbningskamp mod West Ham United til slutresultatet 4-0.  

## Landshold
Sturridge debuterede på Englands A-landshold den 15, november 2011, mod Sverige. 
Ligeledes har han repræsenteret sit land på både U-17, U-18, U-19 U20 og U21 niveau.
Ved OL 2012 var Sturridge udtaget til det Britiske landshold, han spillede fem kampe og scorede to mål.